# Pentidotea panousei
Pentidotea panousei är en kräftdjursart som beskrevs av Daguerre de Hureaux 1968. Pentidotea panousei ingår i släktet Pentidotea och familjen tånglöss. Inga underarter finns listade i Catalogue of Life.